# Trixoscelis intermedia
Trixoscelis intermedia är en tvåvingeart som beskrevs av Timothy M. Cogan 1971. Trixoscelis intermedia ingår i släktet Trixoscelis och familjen myllflugor. Inga underarter finns listade i Catalogue of Life.